# Rhynchothorax vallatus
Rhynchothorax vallatus is een zeespin uit de familie Rhynchothoracidae. De soort behoort tot het geslacht Rhynchothorax. Rhynchothorax vallatus werd in 1990 voor het eerst wetenschappelijk beschreven door Child. 